# Jean Gainche
Jean Gainche (* 12. August 1932 in Remungol) ist ein ehemaliger französischer Radrennfahrer.

## Sportliche Laufbahn
1951 begann Gainche mit dem Radsport. Als Amateur startete er für den Verein VC Pontivy. Er gewann die Rundfahrt in der Elfenbeinküste (heutige Bezeichnung Tour de Côte d’Ivoire) 1953 und 1954. Dabei gewann er insgesamt 13 Etappen.
1955 wechselte Gainche von den Amateuren zu den Unabhängigen.
1958 erhielt er seinen ersten Vertrag mit einem Radsportteam, er startete für das Radsportteam Ravat-Wonder-Hutchinson und blieb bis 1967 als Radprofi aktiv. Als Unabhängiger gewann er 1955 und 1957 Etappen in der Route de France sowie 1957 in der Tour de Normandie. 1958 siegte er in der Tour de Champagne mit einem Etappenerfolg und erzielte mit dem Sieg auf der 4. Etappe der Tour de France seinen bedeutendsten Erfolg als Radprofi. Im Eintagesrennen Grand Prix de Plouay siegte er vor André Ruffet. Dieses Rennen gewann er 1962 erneut. 1959 gewann er erneut die Tour de Côte d’Ivoire sowie den Circuit de l’Aulne vor Louison Bobet. 1961 gewann er die Ronde de Seignelay.
Zweite Plätze holte er im Grand Prix de Plouay 1959, im Boucles de la Seine 1961 und 1962 und im Grand Prix d’Orchies hinter Theo Verschueren. Seinen letzten Sieg holte er 1966 in einem Kriterium in Quimper.
Die Tour de France fuhr er achtmal. Dabei kam er siebenmal ins Ziel in Paris. Sein bestes Resultat in der Gesamtwertung war der 14. Platz 1961.